# استثناء (نحو)
الاستثناء هو إخراج الاسم الواقع بعد أداة الاستثناء من الحكم الواقع على ما قبلها، مثل «حضر الطلاب إلا محمداً» فنجد من المثال السابق أن جميع الطلاب حضروا بينما محمد لم يحضر أي أنه خالف بقية الطلاب في حكم الحضور؛ لذلك سمى الطلاب مستثنى منه وسمى محمد مستثنى، وسميت هذه الجملة أسلوب الاستثناء.

## أركان أسلوب الاستثناء
الحكمما ينسب إلى المستثنى منه من حدث أو صفة أو خبر.
المستثنى منهالاسم الذي ينسب إليه حدث أو وصف ما.
الأداةكلمة تفيد أن ما بعدها غير مشمول بالحكم في الجملة.
المستثنىهو الاسم الذي استثني من الحكم ويقع بعد أداة الاستثناء.

## أدوات الاستثناء

### قد تكون حروفا
وهي (إلا) وقد يزاد (عدا، خلا، حاشا) وهي أفعال.

### قد تكون أسماء
وهي (غير، سوى).

### قد تكون أفعالا
وهي (ما عدا، ما خلا، ما حاشا)
وتستعمل ليس ولا يكون للاستثناء وينصب المستثنى نحو جاء الطلاب لا يكون زيدا وجاء الطلاب ليس عمرا.

## أحكام المستثنى بإلا

### الاستثناء التام المثبت (الموجب)
هو الاستثناء الذي توافرت فيه أركان الاستثناء الأربعة ولم يسبقه نفي أو شبه نفي كالنهي أو الاستفهام.
الحكم الاسم الذي يقع بعد إلا وجوب النصب في هذا النمط من الاستثناء.

### الاستثناء التام المنفي (غير الموجب)
هو الاستثناء الذي توافرت فيه جميع أركان الاستثناء ولكنه سبق بأداة نفي.
الحكم هو الاسم الذي يقع بعد إلا يعرب إعرابين: إما مستثنى منصوب أو بدل في هذا النمط من الاستثناء.

### الاستثناء المنقطع
هو ما كان فيه المستثنى ليس من جنس المستثنى منه، نحو وصل المسافرون إلا حقائبهم، فحقائبهم هو المستثنى فهو ليس من جنس المستثنى منه وهو المسافرون، فتعرب حقائبهم مستثنى منصوب وعلامة نصبه الفتحة الظاهرة على آخره، وهو مضاف.
الحكم واجب النصب أي يجب أن يكون منصوبا ويعرب دائما مستثنى منصوبا.

### الاستثناء الناقص أو المفرغ
هو ما حذف فيه المستثنى منه وتقدمه نفي أو شبه نفي ولهذا سمي ناقصا ولم تعد فيه إلا أداة للاستثناء بل تصبح أداة للحصر.
وسمي مفرغا؛ لأن الفعل قبل إلا فرغ من معموله وهو الفاعل أو المفعول.
الحكم يعرب الاسم الذي يقع بعد إلا في حالة الاستثناء الناقص أو المفرغ حسب موقعه رفعا ونصبا وجرا.

## أحكام المستثنى بغير وسوى
1. تعرب غير وسوى إعراب الاسم الواقع بعد إلا أي (نضع بدل غير وسوى إلا ونعرب الاسم الذي بعد إلا فيكون إعرابه هو إعراب غير وسوى).
2. حكم المستثنى الذي يقع بعد غير وسوى الجر بالإضافة دائما.[6]

## أحكام المستثنى بخلا وعدا وحاشا
لها عدة حالات يصح في بعضها استخدامها كأفعال أو كحروف جر وبحسب حالة الأداة يُعرب ما بعدها وحالاتها: أولاً: أن تُسبق خلا وعدا بما المصدرية: إذا سَبقت ما المصدرية خلا وعدا فيعربان وجوباً فعلين ماضيين، وبذلك يكون ما بعدهما مفعولاً به منصوباً. •أمثلة: نجحَ الطلابُ جميعاً ماعدا طالباً. رسبتُ في الموادِ جميعاً ماخلا مادةً. ملاحظة: لا تسبق ما المصدرية حاشا. ثانياً: إن لم تسبق خلا وعدا بما المصدرية: إذا لم تَسبق ما المصدرية خلا وعدا فيعربان جوازاً إما فعلين وما بعدهما مفعولٌ به منصوب، وإما حرفي جر وما بعدهما إسمٌ مجرورٌ بهما. •أمثلة: نجحَ الطلابُ جميعاً عدا طالباً (عدا طالبٍ). رسبتُ في الموادِ جميعاً خلا طالباً (حاشا طالبٍ) ملاحظة: حاشا لها نفس حكم إعراب خلا وعدا إذا لم يسبقا بما المصدرية فقط، أما حكم إعراب خلا وعدا إذا سبقا بما المصدرية لا ينطبق على حاشا؛ لأن حاشا لا يأتي قبلها ما المصدرية.

## أحكام المستثنى بما عدا وما خلا وحاشا
1. تكون (ما عدا، ما خلا، حاشا) أفعالا ماضية تامة ويعرب الاسم الذي بعدها مفعول به منصوبا فقط لا غير والفاعل ضمير مستتر تقديره هو.
2. يعرب المصدر المؤول من (ما خلا، ما عدا، ما حاشا) دائما في محل نصب حال.
3. لا يضاف ما (حاشا) (شرح ألفية ابن مالك للحازمي)

## أمثلة أخرى
لا يعد من حروف الاستثناء دون المشاركة سوى «إلا»، والمستثنى بها له ثلاثة أحوال:
الحالة الأولى: وجوب النصب، إذا كانت جملة الاستثناء تامة مثبتة، سواء أكان الاستثناء متصلا، أم منقطعا.
مثال المتصل: حضر المتفرجون الحفل إلا متفرجا.
حضر: فعل ماض مبني على الفتح.
المتفرجون: فاعل مرفوع بالواو لأنه جمع مذكر سالم.
الحفل: مفعول به منصوب بالفتحة.
إلا: حرف استثناء مبني على السكون لا محل له من الإعراب.
متفرجا: مستثنى منصوب بالفتحة.
ومثال المنقطع: حضر الطلاب إلا كتبهم، وغادر الحجاج مكة إلا أمتعتهم.
حضر فعل ماض مبني على الفتح، والطلاب فاعل مرفوع بالضمة.
إلا: أداة استثناء مبنية على السكون لا محل لها من الإعراب.
كتبهم: كتب مستثنى منصوب بالفتحة، وكتب مضاف، والضمير المتصل في محل جر بالإضافة.
الحالة الثانية: وهي إذا كانت جملة الاستثناء منفية تامة، جاز في إعراب المستثنى وجهان:
1 ـ النصب على الاستثناء.
نحو: ما تأخر الطلاب إلا طالباً.
ما تأخر: ما حرف نفي مبني على السكون لا محل له من الإعراب، تأخر فعل ماض مبني على الفتح.
الطلاب: فاعل مرفوع بالضمة.
إلا: حرف استثناء مبني على السكون لا محل له من الإعراب.
طالبا: مستثنى منصوب بالفتحة.
95 ـ ومنه قوله تعالى: { ولا يلتفت منكم أحد إلا امرأتك }1.
بقراءة «امرأتك» منصوبة على الاستثناء.
2 ـ اتباع المستثنى للمستثنى منه، ويعرب بدلا بعض من كل، وفي هذه الحالة تكون «إلا» مهملة غير عاملة. نحو: ما تأخر الطلاب إلا طالبٌ.
ما تأخر: ما نافية لا عمل لها، تأخر فعل ماض مبني على الفتح.
الطلاب: فاعل مرفوع بالضمة الظاهرة.
إلا طالب: حرف استثناء ملغي «أداة حصر». طالب بدل بعض من كل مرفوع بالضمة، لأن المبدل منه «الطلاب» فاعل مرفوع.
ومثال التابع المنصوب: ما رأيت اللاعبين إلا محمدا.
محمدا: بدل بعض من كل منصوب بالفتحة الظاهرة، لأن المبدل منه «اللاعبين» مفعول به منصوب.
ومثال المجرور: ما مررت بالمعلمين إلا خالدٍ.
خالد: بدل بعض من كل مجرور، لأن المبدل من «المعلمين» مجرور.
الحالة الثالثة: أن يعرب الاسم الواقع بعد إلا حسب موقعه من الجملة، وذلك إذا كانت جملة الاستثناء منفية ناقصة، وفي هذه الحالة يلغى عمل حرف الاستثناء، وهذا النوع يعرف بالاستثناء المفرغ.
أي: ما قبل حرف الاستثناء تفرغ للعمل فيما بعده. مثال الرفع على الفاعلية: ما تفوق إلا خالدٌ.
ما تفوق: ما حرف نفي مبني على السكون لا عمل له، تفوق فعل ماض مبني على الفتح. إلا حرف استثناء ملغي.
خالد: فاعل مرفوع بالضمة.
ومثال نائب الفاعل: ما كوفئ إلا الفائز. وما عولج إلا المريض.
ومثال الرفع على الابتداء: ما في البيت إلا محمدٌ.
إلا محمد: إلا حرف استثناء ملغي، و«محمد» مبتدأ مرفوع بالضمة.